# Doors (콘서트 투어)
《2025 DOYOUNG CONCERT [Doors]》은 대한민국의 음악 그룹 NCT의 멤버 도영의 두 번째 콘서트 투어이다.

## 개요
2025년 4월 18일, 소속사 SM 엔터테인먼트는 각종 SNS를 통해 도영의 두번째 국내 콘서트 계획을 알렸고 24일, 25일에 멜론티켓을 통해 팬클럽 선행 예매와 일반 예매가 일제히 진행되었다. 일반 예매를 통해 전석이 매진되는 호응에 힘입어 6월 13일의 공연 일정이 추가되기에 이르며 뒤이어 5월 8일에는 국내외 총 7개 도시와 11회에 걸친 아시아 투어 일정을 발표하였다.

## YOURS
2025년 6월 15일, 〈DOORS〉 서울 공연의 말미에 해당 투어의 앙코르 콘서트 일정을 발표하였고, 뒤이어 8월 14일, 각종 SNS를 통해 앙코르 콘서트의 투어명과 포스터 사진이 공개되었다. 그리고 21일과 22일, 멜론티켓을 통해 팬클럽 선행 예매와 일반 예매가 일제히 진행되었다.
이전 투어에 이은 두번째 아시아 투어를 통해 약 4만여명의 누적 관객을 동원할 예정이다.

## 투어 일정
| 날짜             | 도시     | 국가     | 장소                      | 관객 동원     |
| ---------------- | -------- | -------- | ------------------------- | ------------- |
| 2025년 6월 13일  | 서울     | 대한민국 | 잠실실내체육관            | 통산 18,000명 |
| 2025년 6월 14일  | 서울     | 대한민국 | 잠실실내체육관            | 통산 18,000명 |
| 2025년 6월 15일  | 서울     | 대한민국 | 잠실실내체육관            | 통산 18,000명 |
| 2025년 7월 12일  | 횡빈     | 일본     | 피아 아레나 MM            | 통산 20,000명 |
| 2025년 7월 13일  | 횡빈     | 일본     | 피아 아레나 MM            | 통산 20,000명 |
| 2025년 7월 16일  | 싱가포르 | 싱가포르 | 더 스타 시어터            | 5,000명       |
| 2025년 8월 16일  | 마카오   | 마카오   | 스튜디오 시티 이벤트 센터 | 통산 6,000명  |
| 2025년 8월 17일  | 마카오   | 마카오   | 스튜디오 시티 이벤트 센터 | 통산 6,000명  |
| 2025년 8월 23일  | 고베시   | 일본     | 고베 월드 기념 홀         | 통산 10,000명 |
| 2025년 8월 24일  | 고베시   | 일본     | 고베 월드 기념 홀         | 통산 10,000명 |
| 2025년 9월 13일  | 방콕     | 태국     | 썬더 돔                   | 통산 10,000명 |
| 2025년 9월 14일  | 방콕     | 태국     | 썬더 돔                   | 통산 10,000명 |
| 2025년 9월 20일  | 타이베이 | 중화민국 | 타이베이 뮤직 센터        | 통산 4,000명  |
| 2025년 9월 21일  | 타이베이 | 중화민국 | 타이베이 뮤직 센터        | 통산 4,000명  |
| 2025년 10월 10일 | 인천     | 대한민국 | 인스파이어 아레나 (YOURS) | 통산 18,000명 |
| 2025년 10월 11일 | 인천     | 대한민국 | 인스파이어 아레나 (YOURS) | 통산 18,000명 |

## 세트 리스트
- Concert Start -
- 깊은 잠 (Wake From The Dark)

- VCR #1 -
- 댈러스 러브 필드 (Dallas Love Field)
- 나의 바다에게 (From Little Wave)
- 반딧불 (Little Light)

- Ment -
- Lost In California
- Sand Box

- VCR #2 -
- 온기 (Warmth)
- 끝에서 다시 (Rewind)
- 편한 사람 (Just Friends)

- VCR #3 -
- YESTODAY
- Jazz Section

1. 내가 됐으면 해 (Serenade)
2. Like A Star
3. 우산 (Love Song)
4. Perfume

- Ment -
- 소네트 (Sonnet)
- 시리도록 눈부신 (The Story)

- VCR #4 -
- 자전거 (First Step)
- Time Machine
- 쏟아져오는 바람처럼 눈부시게 너란 빛이 비추더라 (Be My Light)

- Ment -
- 동경 (Luminous)
- 고요 (Still)

- VCR #5 -
- 안녕, 우주 (Memory)

- Encore -
- 새봄의 노래 (Beginning)

- Ment -
- Eternity

- Ending Ment -
- 쉼표 (Rest)

## 제작
- 주최 : SM 엔터테인먼트
- 주관 : 드림메이커, 드림시큐리티